# Lucius Catilius Severus
Lucius Catilius Severus Iulianus Claudius Reginus war römischer Politiker und (Stief-)Urgroßvater mütterlicherseits des Kaisers Mark Aurel.
Seine Familie stammte ursprünglich aus Italien, hatte sich aber in Bithynien (möglicherweise in Apameia) angesiedelt. Verwandtschaftsbeziehungen zur Hocharistokratie sind nicht bekannt. Catilius Severus war wahrscheinlich der Sohn eines Gnaeus Catilius. 110 amtierte Catilius Severus als Suffektkonsul. In den folgenden Jahren übernahm er Statthalterschaften in Kappadokien und der erst 114 geschaffenen Provinz Armenien. Während seiner Amtszeit in letzterer Provinz spielte er eine Rolle in Kaiser Trajans Partherkrieg. Als dieser 117 starb, hinterließ er eine sehr unsichere politische Situation im Osten des Reiches. Da sein Nachfolger Hadrian aber schnellstmöglich nach Rom reisen musste, um seine Herrschaft zu festigen, ernannte er Catilius Severus zu seinem eigenen Nachfolger als Statthalter von Syrien. Das Amt übte dieser vermutlich bis 119 aus und kehrte dann in die Reichshauptstadt zurück.
120 war Catilius Severus ordentlicher Konsul gemeinsam mit Titus Aurelius Fulvus Boionius Arrius Antoninus, dem späteren Kaiser Antoninus Pius. Um 125 war er Prokonsul von Africa. Später (bis 138) ist er als Praefectus urbi belegt. Der Historia Augusta zufolge missbilligte er als solcher die Adoption des Antoninus Pius durch den regierenden Kaiser Hadrian, da er selbst Ambitionen auf dessen Nachfolge gehabt habe. Als dies bekannt geworden sei, habe Hadrian ihn seines Amtes enthoben. Diese Quelle wird zwar vielfach als in weiten Teilen unglaubwürdig eingeschätzt, allerdings opponierten auch andere Adelige wie Gaius Ummidius Quadratus gegen die Nachfolgeregelung, zumal Antoninus Pius keinerlei militärische Erfahrung vorzuweisen und bislang nur ein Mal ein Statthalteramt ausgeübt hatte.
Lucius Catilius Severus war ein Freund Plinius’ des Jüngeren, von dem zwei Briefe an ihn erhalten sind.
In den Quellen wird er als Urgroßvater des späteren Kaisers Mark Aurel bezeichnet. Diese Bezeichnung ist vermutlich jedoch im weiteren Sinne zu interpretieren. Lucius Catilius Severus hat wohl die Witwe des reichen Domitius Tullus geheiratet, der wiederum Domitia Lucilla, die Tochter seines Bruders Domitius Lucanus adoptiert hatte. Diese Domitia Lucilla, genannt „die Ältere“, war über ihre gleichnamige Tochter die Großmutter Mark Aurels. Streng genommen wäre Catilius Severus damit als dessen Stiefadoptivurgroßvater zu bezeichnen. Möglicherweise ist seine Ehefrau, also die Adoptivurgroßmutter des späteren Herrschers, eine gewisse Dasumia Polla. Dieser Name wird in einem Testament auf einer Marmorinschrift von der Via Appia genannt, bei dem der Name des Erblassers verloren gegangen ist, dieser aber mit Domitius Tullus identifiziert wurde.
Lucius Catilius Severus spielte eine bedeutende Rolle bei der Erziehung Mark Aurels, der statt seines Geburtsnamens Marcus Annius Verus nach dem frühen Tod seines Vaters einige Zeit lang auch den Namen Marcus Annius Catilius Severus trug. Wie er selbst in seinen Selbstbetrachtungen betont, wurde Mark Aurel zu Hause von „tüchtigen Lehrern“ unterrichtet, weil sein „Urgroßvater“ Catilius nicht wünschte, dass er eine öffentliche Schule besuchte.